# Bonifati
Bonifati es un municipio sito en el territorio de la provincia de Cosenza, en Calabria (Italia).
El municipio de Bonifati resulta ser, hasta la fecha, el único municipio italiano de haber tenido la misma alcaldesa por 3 periodos (1978–1983, 1985–1988 y 1988–1993).[cita requerida]

## Demografía
| Gráfica de evolución demográfica de Bonifati entre 1861 y 2001 |
|                                                                |
| fuente ISTAT - elaboración gráfica a cargo de Wikipedia        |

## Lugareños
- Alessandro Rosina: futbolista
- Gianluigi Sueva: futbolista